# 葬られた秘密

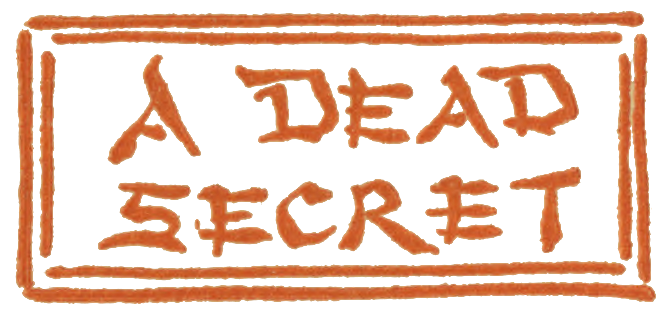

『葬られた秘密』（ほうむられたひみつ）は小泉八雲の短編集『怪談』に収録された作品の一つ。

## あらすじ
ある家に、その家で死んだ女性の幽霊が現れるようになった。一家はさまざまな方策で幽霊を成仏させようとするが、ことごとく失敗して僧侶に助けを求める。
僧侶は幽霊を恐れず、成仏するようにやさしく諭した。そして、幽霊がいつも箪笥の前に現れることから生前気がかりだったものが入っているのではないかと推測した。
しかし、一家は何度もその箪笥を捜索していたが幽霊は成仏しなかったと言う。
丁寧に僧侶が調べるうちに棚に細工があることが判明し、一通の手紙を見つけ出した。僧侶が翌日手紙を燃やすと、幽霊は成仏できたらしく現れなくなった。
幽霊になった女性は、京都に奉公に上がったことがあり、手紙はそのとき彼女に渡された恋文であったらしい。しかしこの秘密は、ただ一人その手紙に目を通して事実を知っていた僧侶がみまかると同時に、墓の中へと葬られてしまった。